# Saarisensaari (ö i Södra Savolax)
Saarisensaari är en ö i Finland. Den ligger i sjön Suuri-Saarinen och i kommunen Sulkava i den ekonomiska regionen  Nyslotts ekonomiska region  och landskapet Södra Savolax, i den sydöstra delen av landet, 260 km nordost om huvudstaden Helsingfors. Öns area är 0,5 hektar och dess största längd är 130 meter i öst-västlig riktning.